# Fortaleza de Abaata

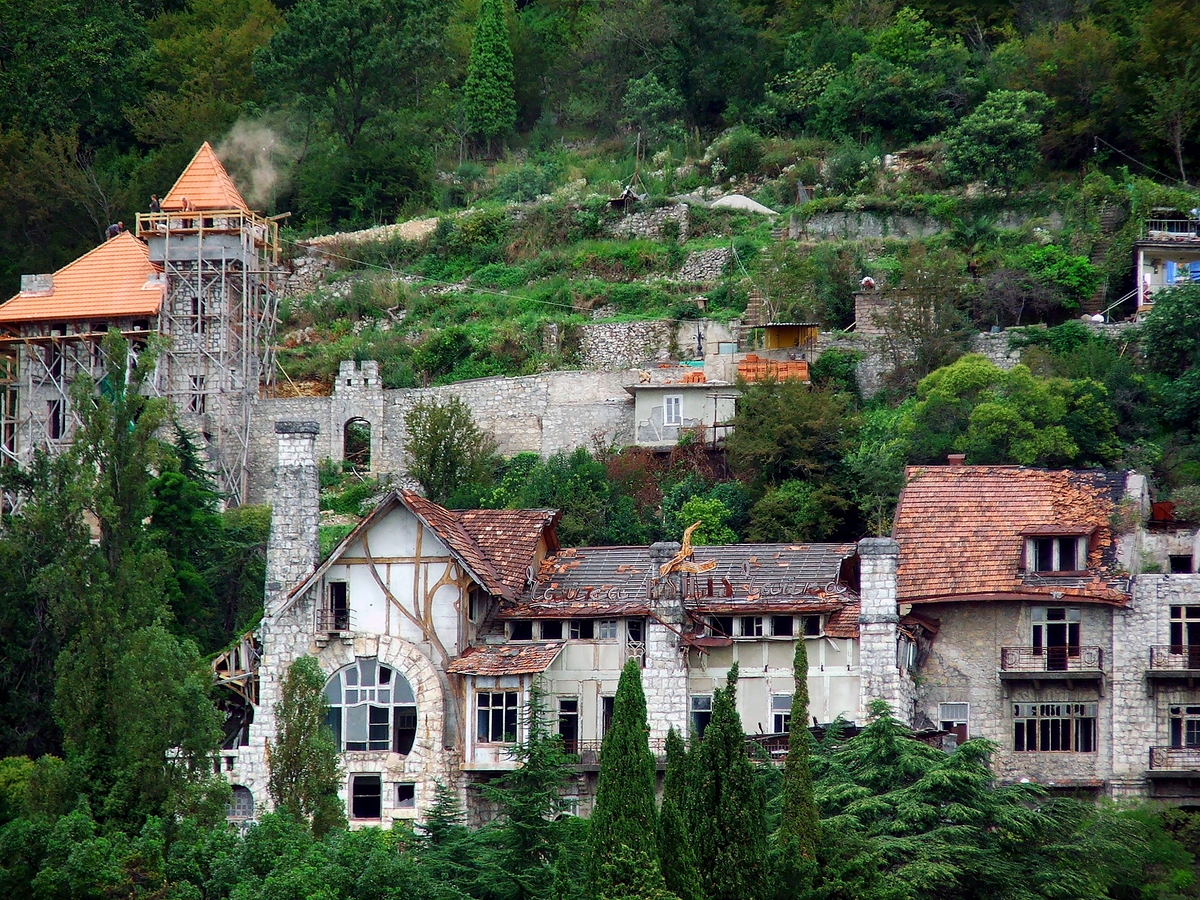

A Fortaleza de Abaata, construída entre os séculos IV e VI, localiza-se na cidade de Gagra, na Abecásia.